# Trygve
Trygve  è un nome proprio di persona scandinavo maschile.

## Varianti
- Islandese: Tryggvi[1]
- Norreno: Tryggvi[1]
- Svedese: Tryggve[1]

## Origine e diffusione
Continua il nome norreno Tryggvi, basto sul termine tryggr, "affidabile", "degno di fiducia". Ha quindi lo stesso significato di Ami ed Amin.

## Onomastico
Il nome è adespota, cioè non è portato da alcun santo, quindi l'onomastico ricade il 1º novembre ad Ognissanti.

## Persone
- Trygve Aasen, calciatore norvegese

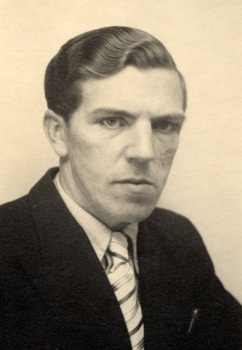
Trygve Haavelmo

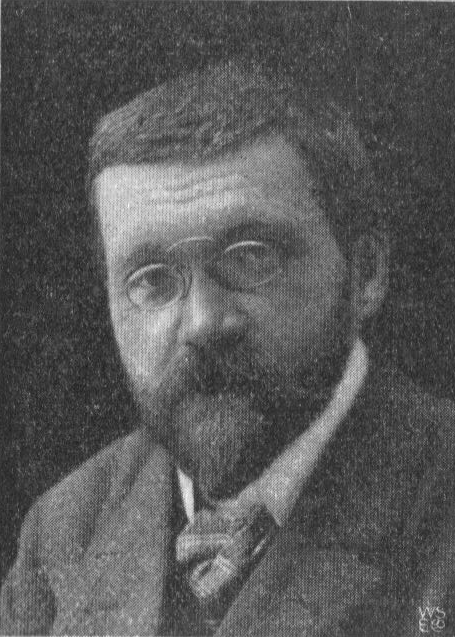
Tryggve Andersen

- Trygve Allister Diesen, regista e sceneggiatore norvegese
- Trygve Andersen, calciatore norvegese
- Trygve Arnesen, calciatore norvegese
- Trygve Bornø, dirigente sportivo e calciatore norvegese
- Trygve Bratteli, politico norvegese
- Trygve Christophersen, calciatore norvegese
- Trygve Haavelmo, economista norvegese
- Trygve Johannessen, calciatore e allenatore di calcio norvegese
- Trygve Lie, politico norvegese
- Trygve Åse Lunde, calciatore norvegese
- Trygve Nygaard, calciatore norvegese
- Trygve Retvik, artista norvegese

### Variante Tryggve
- Tryggve Andersen, scrittore norvegese
- Tryggve Gran, aviatore, esploratore e scrittore norvegese

### Variante Tryggvi
- Tryggvi Guðmundsson, calciatore islandese
- Tryggvi il Pretendente, capo vichingo
- Tryggvi Ólafsson, re di Norvegia